# Индустриальное Запорожье
«Индустриа́льное Запоро́жье» («Индустриалка»; укр. Індустріальне Запоріжжя) — старейшее печатное издание Запорожья, областная газета на русском языке. Газета является членом Украинской ассоциации издателей периодической прессы (УАИПП). Владельцем и издателем является ОДО «Редакция газеты „Индустриальное Запорожье“».
До 2016 года газета выходила четыре раза в неделю: вторник, четверг («Индустриальное Запорожье — Панорама»), пятница, суббота. Сейчас (2021 год) выходит только по четвергам, как еженедельник «Индустриальное Запорожье — Панорама» на 24 страницах. В цвете — разворот и обложка. Тираж, который указан в выходных данных — 86910 экземпляров.

## История
Газета издаётся с 24 февраля 1939 года под названием «Большевик Запорожья».
С мая 1945 называлась «Запорожской правдой». С 1 апреля 1963 года газета разделена на «Запорізьку правду» (для сельского населения) — орган Запорожского сельского обкома КПУ и сельского областного Совета депутатов трудящихся и «Индустриальное Запорожье» (для населения промышленных районів) — орган Запорожского промышленного обкома КПУ и промышленного областного Совета депутатов трудящихся.
В 1970—1980-е годы «Индустриальное Запорожье» была центральной газетой Запорожья и принадлежала городскому комитету КПСС.
Газета печатается в ООО «Издательский Дом „Керамист“».
Интернет-издание с 29 января 2004 года.
В 2006 году создан сайт www.iz.com.ua.
С 2013 года работает как полноценный портал новостей.
В 2016 году редакция газеты оставила «Дом Печати», где базировалась с момента его постройки, и переехала в здание телеканала «ТВ-5».